# Daffy contre les Indiens
Pour plus de détails, voir Fiche technique et Distribution.
Daffy contre les Indiens (Slightly Daffy) est un court métrage d'animation de la série américaine Merrie Melodies réalisé par Friz Freleng, produit par les Leon Schlesinger Studios et sorti en 1944.